# حارة أسعد الكامل (صنعاء)
حارة أسعد الكامل هي إحدى حارات حي معين بمديرية معين إحد مديريات العاصمة اليمنية صنعاء، بلغ تعداد سكانها 2304 نسمة حسب تعداد اليمن لعام 2004.